# 安德魯·卡內基出生地博物館
安德魯·卡內基出生地博物館（英語：Andrew Carnegie Birthplace Museum）是一個位於蘇格蘭法夫鄧弗姆林的人物紀念館，用來展示關於蘇格蘭裔美國人工業家，「19世紀最偉大的蘇格蘭人」安德魯·卡內基的生平。博物館由卡內基鄧弗姆林信托營運，並列入B類登錄建築。博物館現址為安德魯·卡內基出生的18世紀織工小屋，及於1928年由詹姆斯·希勒 (James Shearer)增建的紀念館。
卡內基的妻子路易絲·惠特菲爾德·卡內基在1895年使用祖父的遺產從威廉·坦普尔曼（William Templeman）購買了這座小屋。卡內基鄧弗姆林信托在1903年成立，而博物館亦在1908年對外開放。博物館大部份展品均由卡內基妻子在1928年捐贈，這些展品從卡內基在美國居所運回蘇格蘭展品，展品包括藝術作品，照品和文獻。其它展品則被認為過於珍貴，在他妻子去世後才捐贈到博物館展出。

## 外部連結
- 官方網站 （页面存档备份，存于）
- 安德魯·卡內基信托網站 （页面存档备份，存于）

56°04′04″N 3°27′40″W / 56.0679°N 3.4612°W